# Ноемвријана
Ноемвријана (грч.: Νοεμβριανα, „Новембарски догађаји“) била је политички спор који је довео до оружане конфронтације у Атини између ројалистичке владе Грчке и снага савезника око питања неутралности Грчке током Првог светског рата.
Трвења су постојала између две стране од почетка Првог светског рата. Безусловна предаја граничне тврђаве Рупел у мају 1916. године снагама Централних сила, углавном састављених од бугарских трупа, био је први догађај који је довео до Ноемвријане. Савезници су се плашили могућности тајног пакта између грчке ројалистичке владе и Централних сила. Такав савез би угрозио савезничку војску у Македонији која била око Солуна од краја 1915. године. Током целог лета водили су се интензивни дипломатски преговори између краља Константина и савезничких дипломата. Краљ је желео да Грчка задржи своју неутралност, позицију која би фаворизовала планове Централних сила на Балкану, док су савезници желели демобилизацију хеленске војске и предају ратног материјала еквивалентног ономе што је изгубљено у тврђави Рупел као гаранцију неутралности Грчке. Крајем лета 1916, неуспех преговора, заједно са напредовањем бугарске војске у источној Македонији и наредбама грчке владе да хеленска војска не пружа отпор, довео је до војног удара венизелистичких војних официра у Солуну са подршку савезника. Бивши премијер Елефтериос Венизелос, који је од самог почетка подржавао савезнике, успоставио је привремену владу у северној Грчкој. Почео је да формира војску да ослободи области изгубљене за Бугарску, али је то практично поделило Грчку на два ентитета.
Укључивање хеленске војске заједно са савезничким снагама, као и подела Грчке, изазвали су неколико антисавезничких демонстрација у Атини. Крајем октобра постигнут је тајни споразум између краља и савезничких дипломата. Притисак војних саветника приморао је краља да одустане од овог споразума. У покушају да спроведу своје захтеве, савезници су искрцали мали контингент у Атину 18. новембра 1916. Међутим, наишла је на организован отпор и дошло је до оружаног сукоба све док на крају дана није постигнут компромис. Дан након што је савезнички контингент евакуисан из Атине, ројалистичка руља је почела да се побуни широм града, циљајући на Венизелосове присталице. Нереди су настављени три дана, а инцидент је у Грчкој постао познат као Ноемвријана, који се у старом календару догодио током новембра. Инцидент је "забио дубок клин" између венизелиста и ројалиста, приближавајући оно што ће постати познато као национални раскол.
Након Ноемвријане, савезници, одлучни да уклоне Константина, успоставили су поморску блокаду како би изоловали области које су подржавале краља. Након оставке краља 15. јуна 1917, Грчка се ујединила под новим краљем, Александром, сином Константина I, и вођством Елефтериоса Венизелоса. Придружила се Првом светском рату на страни савезника. До 1918. године, мобилисана хеленска армија је обезбедила бројчану надмоћ која је савезницима била потребна на македонском фронту. Савезничка војска је убрзо потом поразила снаге Централних сила на Балкану, након чега је уследило ослобођење Србије и завршетак Првог светског рата.

## Позадина
Грчка је изашла као победник после Балканских ратова 1912–1913, а њена територија се скоро удвостручила. Нестабилна међународна политичка клима с почетка 20. века довела је Грчку у тежак положај. Власништво над грчким окупираним источним егејским острвима оспоравало је Османско царство које их је сматрало својим. На северу, Бугарска, поражена у Другом балканском рату, развијала је реваншистичке стратегије против Грчке и Србије. Убиство аустријског надвојводе Франца Фердинанда у Сарајеву убрзало је аустроугарску објаву рата Србији. То је довело до тога да Немачка и Аустроугарска, и земље савезнице Србије (Тројна Антанта) објаве рат једна другој, започевши Први светски рат.
Грчка је, као и Бугарска, у почетку задржала неутралност током сукоба. Грчко руководство било је подељено између премијера Елефтериоса Венизелоса који је подржавао Велику Британију на страни савезника и краља Константина који се школовао у Немачкој и ожењен Кајзеровом сестром. Краљ се дивио пруском милитаризму и очекивао је брзу немачку победу. Краљ је желео да Грчка остане неутрална у сукобу, стратегија која је повољна за Немачку и Централне силе.
Почетком 1915. Британија је понудила Грчкој „територијалне уступке у Малој Азији“ ако би учествовала у предстојећој Галипољској кампањи. Венизелос је подржао ову идеју, док су се краљ и његови војни саветници противили. Запрепашћен краљевом опозицијом, премијер је поднео оставку 21. фебруара 1915. Неколико месеци касније, Венизелосова либерална партија победила је на мајским изборима и формирала нову владу. Када се Бугарска мобилисала против Србије у септембру 1915, Венизелос је наредио грчку контрамобилизацију и затражио од англо-француске војске да брани Солун и помогне Србији. Савезници, предвођени генералом Морисом Сарајем, почели су да се искрцавају 22. септембра 1915. и учврстили се око града. Грчки парламент је Венизелосу изгласао поверење за помоћ Србији, али је краљ противуставно разрешио премијера заједно са парламентом. Ово незаконито наређење је ескалирало непријатељство између краља и Венизелоса, као и њихових лојалних следбеника. Либерали су бојкотовали следеће децембарске изборе.

## Узроци

### Предаја тврђаве Рупел
Дана 9. маја 1916, начелник Генералштаба Централних сила Ерих фон Фалкенхајн обавестио је Атину о скором напредовању немачко-бугарских снага. Као одговор, Атина је умањила значај кретања генерала Сараја и затражила од Фалкенхајна да промени своју стратегију. Фалкенхајн је 23. маја гарантовао да ће се поштовати територијални интегритет Грчке и права њених грађана. Дана 26. маја, упркос званичном протесту грчке владе, 25.000 бугарских војника предвођених немачком коњицом напало је Грчку. Грчке снаге у тврђави Рупел су се предале. Немачка Врховна команда је била забринута због покрета савезничког генерала Сараја и Фалкенхајну је наређено да заузме стратешке положаје унутар грчке територије, посебно тврђаве Рупел. Упркос уверавањима Фалкенхајна, бугарски војници су одмах почели да насилно централизују грчко становништво у велике градове, односно Сер, Драму и Кавалу. Покушаји Немачке да обузда бугарске територијалне амбиције били су делимично успешни, али је 4. септембра Кавалу заузела бугарска војска.

### Реакције Венизелоса и савезника
Предаја тврђаве Рупел навела је савезнике да верују да је немачко-бугарско напредовање резултат тајног споразума између Атине и Централних сила, пошто су били уверени да ниједна бугарска сила неће напасти грчку територију. Савезници су то видели као кршење грчке неутралности и поремећај равнотеже снага на Балкану. Савезничка штампа, посебно у Француској, захтевала је брзу војну акцију против Грчке ради заштите савезничких снага у Македонији. За Венизелоса и његове присталице, предаја тврђаве Рупел означила је губитак грчке Македоније. Венизелос је 29. маја предложио сер Френсису Елиоту (вишем британском дипломати у Атини) и Жану Гилемену (вишем француском дипломати у Атини) да он и генерал Панагиотис Данглис оснују привремену владу у Солуну како би мобилисали грчку војску да одбије Бугаре. Венизелос је обећао да војска неће кренути против краља и краљевске породице. Према Елиотовом извештају, Венизелос се надао да би „успех његове акције и притисак јавног мњења могли у последњем тренутку преобратити Његово Величанство“. Предлог је имао француску подршку. Међутим, наишао је на снажно противљење Британије, приморавајући Венизелоса да одустане од плана.
Савезници су 9. јуна одржали конференцију у Лондону како би испитали разлоге за брзу предају тврђаве Рупел и заложили се за потпуну демобилизацију грчке војске и морнарице. Краљ Константин је предвидео резултате конференције и наредио делимичну демобилизацију 8. јуна. Напетост између краљевске владе и савезника наставила се пошто је грчка влада игнорисала 'антисавезничке активности' у Атини. 12–13. јуна, руља је уништила венизелистичке новине: Неа Елас, Патрис, Етнос и Естиа. Руља је отишла до британске амбасаде док је полиција стајала без мешања. Овај инцидент је Француској дао политичку муницију да убеди Британију да су потребне екстремније мере. Лондонска конференција је 17. јуна одлучила „да је апсолутно неопходно учинити нешто да се краљ Грчке и његова влада доведу до разума“.

### Солунски војни удар
Дана 27. августа 1916, током демонстрација у Атини, Венизелос је објаснио своја неслагања са краљевом политиком. Венизелос је рекао да је краљ постао жртва својих саветника, чији су циљеви били да униште циљеве Гоуди револуције (војни удар у Атини). Поред тога, Венизелос је апеловао на краља да води политику благонаклоности и истинске неутралности. Венизелос је завршио свој говор рекавши да „ако овај предлог не доведе до успеха онда постоје и други начини да се земља заштити од потпуне катастрофе“. Краљ је одбио да прихвати било какав компромис, укључујући састанак са комитетом који је послао Венизелос.
Два дана касније, војни официри лојални Венизелосу организовали су војни удар у Солуну и прогласили „Привремену владу народне одбране“. Упркос подршци војске, Венизелос и савезничке силе нису званично признале привремену владу. Венизелос је критиковао овакав начин деловања, напомињући да би без подршке савезничке војске покрет одмах пропао. Ово је додатно поларизирало становништво између ројалиста (такође познатих као анти-венизелисти) и венизелиста. Новооснована посебна „привремена држава“ обухватала је Северну Грчку, Крит и Егејска острва. „Нове земље“, освојене током Балканских ратова, широко су подржавале Венизелоса, док је „Стара Грчка“ била углавном проројалистичка. Венизелос, адмирал Павлос Контуриотис и генерал Панагиотис Данглис формирали су привремену владу тријумвирата и 9. октобра преселили су се у Солун да би преузели команду над националном одбраном. Они су усмеравали грчко учешће у савезничким ратним напорима у директном сукобу са краљевским жељама у Атини. Према британском дипломати:
Не само да је акција господина Венизелоса унела свеж дух у своје људе овде [Солун], већ је охрабрила регруте да дођу из Македоније где је, као што сам известио, до сада испољавао врло мало ентузијазма... Комитет националне одбране сада мора имати на располагању скоро двадесет хиљада људи.
Венизелос је од самих почетака наставио са апелима краљу да се удруже за заједничко ослобађање Македоније. Венизелос је написао:
...Мислим да је политичка оријентација покрета врло јасна. Желимо да изградимо војску како бисмо повратили... територије које је окупирао наш непријатељ мржње и испунили своје уговорне обавезе према Србији, и тако уклонили љагу са лица нашег народа. После овога, и наравно када се рат заврши, тражићемо сазивање [народне] скупштине, не да се мења устројство државе, династије, нити да се ограничавају прерогативи Круне како је то предвиђено уставом, већ како би што боље објаснио, разјаснио и заштитио ове прерогативе да ниједан краљ убудуће неће рећи представницима народног суверенитета да је у великим националним питањима био у праву што је занемарио народну вољу и наметнуо своје ставове јер себе сматра одговорним пред Богом.
Венизелосова умереност није убедила многе грађане, чак ни међу његовим сопственим следбеницима. Тек после краја 1916. и „Ноемвријане“ он је тражио радикално решење за окончање застоја.

## Споразум Константин-Беназе
После стварања привремене владе у Солуну, интензивирани су преговори између савезника и краља. Савезници су желели даљу демобилизацију грчке војске и уклањање војних снага из Тесалије како би осигурали безбедност својих трупа у Македонији. Краљ је желео уверавања да савезници неће званично признати или подржати Венизелосову привремену владу и гаранције да ће се поштовати интегритет и неутралност Грчке. После неколико непродуктивних преговора, 23. октобра краљ је изненада пристао на неке од захтева које су захтевали савезници, укључујући уклањање грчке војске из Тесалије. Краљ је такође добровољно пријавио ратни материјал и грчку морнарицу да им помогну. У замену, краљ је тражио од француског заменика Пола Беназеа да тај споразум задржи у тајности од Централних сила.
Дана 3. новембра, вицеадмирал ду Форне, главнокомандујући савезничке медитеранске флоте, искористио је потапање два грчка трговачка брода од стране немачке подморнице, као и тајни споразум, да захтева предају усидреног грчког рата бродова и преузео команду над Саламинским поморским арсеналом. Грчка влада је попустила и 7. новембра је почело делимично разоружање грчких ратних бродова. Савезници су одвукли 30 лакших летелица. Три недеље касније Французи су у потпуности преузели поморску базу Саламина и почели да користе грчке бродове којима су управљале француске посаде.
Споразум Константин-Беназет је кратко трајао због Венизелосових војних планова, као и због притиска војске у Атини, на челу са краљем, у вези са принудним разоружањем Грчке. Војска одбране се суочила са ројалистичком војском код Катеринија (и до јануара 1917. преузела је контролу над Тесалијом). Ова акција код Катеринија наишла је на извесно неодобравање међу савезничким круговима и међу његовим сопственим сарадницима у Атини. Одговарајући на ове критике Венизелос је написао А. Диамандидису:
Свакако ми је веома жао што је наше напредовање ка Катерини изазвало незадовољство међу странцима [савезницима] и критике међу нашим тамошњим пријатељима. Али наши пријатељи би требало да ми дозволе да кажем да они пате од неизлечивог конзервативизма, који би, да је утицао на нас, брзо успео да угуши наше кретање услед недостатка живота. За странце, у чија пријатељска осећања не сумњам, природно је да мисле само на своје тешкоће, а да занемарују наше.
Напредовање венизелиста није био покушај да се поткопа краљев пакт са Беназетом, пошто је био планиран много пре тога. Неуспех тајног споразума изазван је субверзивним активностима унутар сегмената ројалистичке владе у Атини како би се паралисала и пореметила солунска привремена влада.

## Последњи дипломатски напори пре догађаја
Заплена грчких бродова од стране савезника, инцидент Катерини и француско-британско кршење територијалног интегритета Грчке увредили су националну част једног дела „Старе Грчке“ и повећали краљеву популарност. Краљ је одбио да испоштује тајни споразум са Беназеом, а војници који су тражили да се боре против бугарске окупације оптужени су за „дезертирање побуњеницима“. Растући покрет међу нижим официрима у војсци, који су предводили Јоанис Метаксас и Софоклис Дусманис, био је одлучан да се супротстави разоружању и било каквој помоћи Савезницима.
Дипломатија је пропала упркос континуираном притиску савезника на Атину. Дана 24. новембра, ду Форне је поставио седмодневни ултиматум тражећи хитну предају најмање десет батерија грчке брдске артиљерије. Ду Форнеу је наложено да не користи силу да би заузео батерије. Адмирал је учинио последњи напор да убеди краља да прихвати захтеве Француске. Он је саветовао краља да ће искрцати савезнички контингент и заузети одређене положаје у Атини док Грчка не прихвати све захтеве. Краљ је рекао да су грађани Грчке, као и војска, против разоружања, и само је обећао да грчке снаге неће напасти савезнике.
Упркос озбиљности ситуације, и ројалистичка влада и савезници нису уложили озбиљне напоре да постигну дипломатско решење. Дана 29. новембра, ројалистичка влада је одбила предлог савезника и организован је оружани отпор. До 30. новембра војне јединице и ројалистичка милиција (епистратои, „резервисти“) из околних подручја су повучене и окупљене у Атини и око ње (укупно преко 20.000 људи) и заузете стратешке положаје, са наређује да се не пуца осим ако се на њега не пуца. Савезнички команданти нису успели у процени ситуације, занемарујући грчки национални понос и одлучност, због чега су закључили да Грци блефирају. Савезници су сматрали да ће Грци, суочени са надмоћнијим силама, „донети топове на тањиру“ (предаја); становиште које је делио и Ду Форне.

### Битка у Атини 1916.
Раног јутра 1. децембра [стари календар 18. новембар] 1916. Савезници су искрцали маринце од 3.000 у Пиреју и кренули према Атини. Када су савезничке трупе стигле до својих одређених положаја, затекле су их већ заузете од стране грчких трупа. Више од два сата обе стране су стајале једна наспрам друге. Негде ујутру испаљен је пуцањ непознатог порекла и почела је битка код Атине. Свака страна је окривила другу што је прва пуцала. Када се битка проширила градом, краљ је затражио прекид ватре предлажући решење и постизање компромиса. Ду Форне, са малим контингентом трупа, био је неспреман да наиђе на организовани грчки отпор, и већ му је недостајало залиха, па је спремно прихватио краљев компромис. Међутим, пре него што је споразум финализован, битка је настављена. Грчка батерија са брда Ардитос испалила је неколико метака на улаз у Запејон где је француски адмирал успоставио свој штаб. Савезничка ескадрила из Фалирона је одговорила бомбардовањем делова града, углавном око стадиона и близу палате. Убрзо су настављене расправе и постигнут је коначни компромис. Краљ је пристао да преда само шест артиљеријских батерија камуфлираних у планинама уместо десет које је захтевао савезнички адмирал. До касног поподнева битка је завршена. Савезници су претрпели 194 жртве, мртвих и рањених, а Грци су изгубили 82, не рачунајући цивиле. До раног јутра 2. децембра, све савезничке снаге су евакуисане.
Сведоци и историчари интензивно оспоравају улогу венизелиста током битке. Вицеадмирал Луј Дартиж ду Форне је писао да су венизелисти подржавали савезнике и напали јединице грчке ројалистичке војске које су пролазиле у пролазу. Учешће венизелиста је наводно било толико велико, да је главни адмирал ду Форне написао у свом извештају да је био умешан у грађански рат. Венизелисти су наставили борбу након евакуације савезничких маринаца све до следећег дана, када су капитулирали. Ројалисти су тврдили да су у њиховим упоришту пронађене велике залихе оружја и муниције спаковане у француским војним контејнерима. Венизелисти су одведени у затвор окружени разјареном руљом и наводно их је само пратња краљевске војске спасила да их не убију љути грађани. Други историчари поричу да су венизелисти сарађивали са савезничким снагама: Павлос Каролидис, савремени ројалистички историчар, тврди да ниједан венизелиста није напао њихове суграђане и да су једино оружје пронађено током рација на куће истакнутих венизелиста били ножеви.

### Следећих дана
Власти су, уз изговор догађаја, тврдиле да су венезелисти подигли устанак уз подршку савезничких трупа и уз помоћ резервиста кренули у опсежна хапшења и репресалије над градским венизелистима. Целом операцијом су руководила два генерала војске; трупе војног округа Атине примале су наређења од генерала К. Калариса, а војницима активне одбране командовао је генерал А. Папулас (касније главнокомандујући малоазијске експедиције). Терор и разарање који су уследили убрзо су измакли контроли, због чега су чак и угледни конзервативни листови Политики Епитхеорисис (грчки: Πολιτικη Επιθεωρηση, Политичка ревија) на почетку позивали грчку „правду” да „порази милосрдне и милосрдне свештенослужитеље” следбенике „солунског архизавереника [Венизелоса]“. Током наредна три дана куће и радње венизелиста су опљачкане и 35 људи је убијено. Честер каже да су већина убијених били избеглице из Мале Азије. Многе стотине су биле затворене и држане у самицама. Каролидис карактерише затварање појединих истакнутих венизелиста, попут Емануела Бенакиса (градоначелника Атине), као срамоту. Неки аутори тврде да Бенакис није био само хапшен и затворен, већ и непоштован и малтретиран. Селигман описује да су пуштени тек 45 дана касније након снажног захтева садржаног у ултиматуму Антанте, који је прихваћен 16. јануара. Постоје и супротни извештаји, нпр. Абот тврди да су током евакуације савезничких снага, многи „криминалци“ и „сарадници“ на платним списковима различитих савезничких шпијунских агенција искрали ноћу из Атине након што су наводно „терорисали град скоро годину дана“. Због његовог неуспеха, вицеадмирал Дартиж ду Форне је разрешен команде.

## Последице
У Грчкој је овај инцидент постао познат као Ноемвријана (новембарски догађаји), користећи стари календар, и означио је кулминацију националног раскола.

### Политичка ситуација у Грчкој и Европи
Дана 2. децембра [стари календар 19. новембар] 1916. Британија и Француска су званично признале Венизелосову владу као једину закониту владу Грчке, чиме је држава ефективно подељена. Дана 7. децембра [стари календар 24. новембар] 1916, Венизелосова влада је званично објавила рат Централним силама.
Док је био у Атини, Константин је хвалио своје генерале. У оптицају су биле и разне про-ројалистичке и верске брошуре које су Венизелоса називале „издајником“ и „сенегалском козом“. Издата је краљевска потерница за хапшење Венизелоса и атински архиепископ, под притиском краљевске куће, је анатемисао премијера (на посебној церемонији где је маса бацала камење на лик Венизелоса).
У Француској, премијерско место Аристида Бриана, водећег заговорника ангажовања са Константином у циљу помирења две грчке администрације, било је угрожено догађајима у Атини, што је довело до реорганизације француске владе. У Британији су премијер Х. Х. Аскит и министар спољних послова сер Едвард Греј поднели оставке и заменили су их Лојд Џорџ и Артур Балфор. Промена британског руководства показала се посебно важном за Грчку, пошто је Лојд Џорџ био познати хеленофил, обожавалац Венизелоса и посвећен решавању Источног питања.
Пад Романових у Русију (који су одбили француске предлоге за Константиново смењивање са престола), условио је да Француска и Велика Британија предузму драстичније мере против краља Константина. У јуну су одлучили да се позову на своју обавезу као „заштитна овлашћења“ и тражили су краљеву оставку. Чарлс Џонарт је рекао Константину: „Немци су спалили мој родни град Арас. Нећу оклевати да запалим Атину”. Константин је прихватио и 15. јуна 1917. отишао у изгнанство. Његов син Александар, за кога се сматрало да има симпатије савезника, постао је нови краљ Грчке уместо Константиновог старијег сина и престолонаследника, Ђорђа. Након краљевог изгнанства уследила је депортација многих истакнутих ројалистичких официра и политичара који се сматрају про-Немцима, као што су Јоанис Метаксас и Димитриос Гунарис, у Француску и Италију.
Ток догађаја отворио је пут Венизелосу да се врати у Атину 29. маја 1917. Грчка, сада уједињена, званично се придружила рату на страни савезника. Цела грчка војска је мобилисана (иако су унутар војске остале тензије између присталица Константина и Венизелосових присталица) и почела је да учествује у војним операцијама против Централних сила на македонском фронту.
- „Анатема издајнику Венизелосу“ од стране публике у Атини, децембар 1916.
- Антивенизелистички плакат, децембар 1916
- Долазак Венизелоса у Атину, јун 1917, после Константиновог одласка
- Венизелос даје преглед дела грчке војске на Македонском фронту 1918. године. Са њим су адмирал Павлос Коунтоуриотис (лево) и генерал Морис Сарај

### Македонски фронт
До јесени 1918. Грци су, са преко 300.000 војника, били највећа компонента савезничке армије на македонском фронту. Грчка војска је дала преко потребну предност савезницима који су променили равнотежу између две стране на македонском фронту. Дана 14. септембра 1918. године, под командом француског генерала Луј Франше д’ Епереа, комбиноване грчке, српске, француске и британске снаге покренуле су велику офанзиву против бугарске и немачке војске. После прве озбиљне битке бугарска војска је одустала од својих одбрамбених положаја и почела да се повлачи према својој земљи. Савезничка команда је 29. септембра потписала примирје са Бугарском. Савезничка војска се гурнула на север и поразила преостале немачке и аустријске снаге. До октобра 1918. савезничке армије су поново заузеле целу Србију и спремале се да нападну Мађарску. Офанзива је заустављена јер је мађарско руководство понудило предају у новембру 1918. године, што је означило распад Аустроугарске империје. Тиме је окончан Први светски рат пошто Немачкој нису биле довољне снаге да спрече савезнике да нападну Немачку са југа. Учешће грчке војске на македонском фронту било је један од одлучујућих догађаја у рату, чиме је Грчка добила место на Париској мировној конференцији под Венизелосом.